# Lia van Schie
Lia van Schie (Leiden, 8 juli 1970) is een voormalig Nederlands schaatsster die begin jaren 90 succesvol was. Ze vertegenwoordigde Nederland eenmaal bij de Olympische Spelen, maar behaalde hierbij geen medailles.
In 1992 werd zij nationaal kampioen allround; een jaar eerder won zij op drie afstanden de nationale titel. Ook werd zij in 1991 derde op het wereldkampioenschap allround, inclusief een bronzen afstandmedaille op de 3000 m, dat werd verreden in Hamar. Ten slotte behaalde zij in die periode enkele ereplaatsen in het Wereldbekercircuit. In 1992 nam Van Schie deel aan de Olympische Winterspelen in Albertville. Op de onderdelen 1500 m, 3000 m en 5000 m werd ze respectievelijk zestiende, negende en achtste.
In haar actieve tijd was ze aangesloten bij de Nijmeegse Schaats Vereniging.

## Persoonlijke records
| Afstand    | Tijd    | Datum            | Baan         | Evenement |
| ---------- | ------- | ---------------- | ------------ | --------- |
| 0500 meter | 7.42,51 | 12 december 1990 | Olympic Oval |           |
| 1000 meter | 1.23,40 | 12 december 1990 | Olympic Oval |           |
| 1500 meter | 2.06,27 | 10 februari 1990 | Olympic Oval | WK        |
| 3000 meter | 4.24,11 | 18 januari 1992  | Thialf       | EK        |
| 5000 meter | 7.29,35 | 19 januari 1992  | Thialf       | EK        |

## Resultaten
| jaar | NK Afstanden                             | NK Allround | EK Allround | WK Allround | Olympische Spelen              |
| ---- | ---------------------------------------- | ----------- | ----------- | ----------- | ------------------------------ |
| 1989 | 10e 1000 m 11e 1500 m                    |             |             |             |                                |
| 1990 | 15e 500 m · 4e 1500 m · 3000 m · 5000 m  | Zilver      |             | 8e          |                                |
| 1991 | 18e 500 m · 1500 m · 3000 m · 5000 m     | 4e          |             | Brons       |                                |
| 1992 | 1500 m · 3000 m · 5000 m                 | Goud        | 5e          | 8e          | 16e 1500 m 9e 3000 m 8e 5000 m |
| 1993 | ns2 500 m 11e 1500 m 4e 3000 m 4e 5000 m | 4e          |             |             |                                |
| 1994 | 6e 1500 m 5e 3000 m 7e 5000 m            | 4e          |             |             |                                |
| 1995 | 5e 1500 m · 3000 m · 7e 5000 m           | 4e          |             |             |                                |